# San Justo de las Dorigas
San Justo de las Dorigas (San Xustu en asturiano y oficialmente) es una parroquia y lugar del concejo de Salas, en el Principado de Asturias (España). Alberga una población de 44 habitantes en 19 viviendas y ocupa una extensión de 2.53 km².
Está situada en el extremo noreste del concejo, en la margen derecha del río Narcea; y limita al norte con las parroquias pravianas de Corias y Quinzanas; al este con la candamina de San Tirso; al sur, con San Esteban de las Dorigas; y al oeste de nuevo con la praviana Corias.

## Historia
San Justo de las Dorigas pertenece a la Comarca de las Dorigas -zona presidida por el Palacio de Doriga (siglo XIV) y se integra al concejo de Salas en 1804 junto a las parroquias de San Antolín de las Dorigas y San Esteban de las Dorigas, las 3 provenientes de Grado, por mediación de Pedro Díaz de Salas y García Fernández de Doriga.
San Justo de las Dorigas antiguamente recibía el nombre de San Justo de Bodo, en referencia a su famosa fuente de 3 caños.

## Patrimonio Cultural
San Justo de las Dorigas cuenta con 5 construcciones del siglo XVIII declaradas Bien de Interés Cultural, formando parte del Inventario del Patrimonio Cultural del Principado de Asturias:
- Iglesia Parroquial de San Justo: de estilo Barroco, data del siglo XVIII y está dedicada tanto a los niños Santos Justo y Pastor, como a San Agustín. Está edificada sobre la antigua capilla de La Santa Cruz y consta de una sola nave con capillas laterales a modo de crucero y cabecera con testero recto. En la parte superior se abre una espadaña de doble vano con remate en forma de frontón triangular. En el testero existen varias imágenes, la que lo preside que representa a San Agustín y en una pena justo encima y de menor tamaño las imágenes de los Santos Justo y Pastor.
- Viñalbero Archivado el 14 de agosto de 2020 en Wayback Machine. (Casa Buzón)
- Casa Tejero
- Casa Evarista
- Casa Severo

## Fiestas
San Justo de las Dorigas celebra sus fiestas patronales en la festividad de San Agustín, los días 28 y 29 de agosto, con una misa solemne cantada a la gaita y una jornada festiva amenizada  con juegos infantiles y música en directo, en la que se distribuye el popular bollo con chorizo y botella de vino.
También son celebradas con una santa misa las festividades de la Santa Cruz y de los Santos Justo y Pastor, el 3 de mayo y 6 de agosto, respectivamente.

## Pesca
San Justo de las Dorigas es una importante zona de pesca. Su Coto Salmonero El Texu, es destino de numerosos aficionados a este deporte y ha sido en alguna ocasión testigo del primer salmón de la temporada, bautizado como el Campanu.